# Emilio Echeverry
Emilio Echeverry (Chinchiná, 8 de marzo de 1929 - Puerto Boyacá mayo de 2015) fue un esgrimista colombiano de espada, florete y sable. Compitió en los Juegos Olímpicos de Verano de 1956, 1960 y 1964 . 
Fue descrito por El Tiempo como el "esgrimista destacado" de su nación que precedió a Mauricio Rivas y Juan Miguel Paz ; ganó siete medallas en los Juegos Centroamericanos y del Caribe entre 1946 y 1962 y fue dos veces abanderado olímpico de su país.  